# Садовая улица (Рязань)
Садовая улица — в историческом центре города Рязани. Проходит от улицы Есенина до Леволыбедской улицы. Пересекает улицы Вознесенскую и Свободы. Продолжением улицы на юго-восток является улица Фирсова.

## История
Улица возникла в конце XVIII века по регулярному плану застройки города, принятому в 1780 году. Своё название получила в середине XIX века по располагающемуся на ней Нижнему городскому саду. Садовая улица, наряду с улицей Щедрина — одна из последних улиц Рязани, сохранивших свою историческую деревянную застройку.

## Примечательные здания

### По нечётной стороне
- Дом № 9 — одноэтажный деревянный дом Милова;

- Дом № 15 — дом учёного А. В. Селиванова (снесён в 2016 году);

- Дом № 27 — здание архитектурного бюро «Тон»;

### По чётной стороне
- Дома № 4, 6, 8, 10, 14, 16, 18 — деревянные дома XIX века;

- Дом № 24а — здание бизнес-центра;

- Дом № 42 — дом Постниковых, образец деревянной жилой застройки XIX века в стиле позднего классицизма[1].

## Транспорт
Общественный транспорт по улице не проходит. Ближайшие остановки:
- на улице Есенина — «Больница № 4» (Т8, 13; А8, 12, 13, 14, 16, 21, 22);

- на улице Свободы — «РГУ им. С. А. Есенина» (Т3, 10; А18, 23).